# 秤座
秤座（はかりざ）は、江戸時代、江戸幕府の特別認可を得て、秤の製造、頒布、検定、修繕などを独占した座である。

## 概要
その起源は室町時代であり「三貨図彙」によれば、「神の家は、本国は勢州にて京室町に仕官し、秤座免許せられ、夫より代々都住也」と記述され、神氏が秤座を支配していたことがうかがえる。
天文年間には甲府にも秤座ができ、吉河守隨茂済が掌握した。甲斐国は産金の地で、精密な秤を必要としたという。吉河守隨茂済の子孫は守隨氏を名乗っている。
武田氏滅亡後、天正10年（1582年）に徳川家康は、今川家世話役以来の旧縁で甲府から茂済を駿府に呼び出すが、すでに茂済は病死していたため代わりに甥の信義が駿府へ赴いた。信義は家康から知行を与えられ、甲州秤座の朱印を受けると共に「守隨」を名字として守隨彦太郎信義とすることを命じられた。徳川家康が江戸に入ると守隨信義も江戸へ移住。信義の子・正次の代に江戸で秤座を開いた。
他方京都では神氏の後裔である神善四郎が慶長年間に徳川家康に許可を得て秤座を維持していたが、徳川家綱の時代に承応2年令が発せられ、舛の場合と同様に日本を二分し、東33カ国の秤は江戸の守隨氏が、西33カ国の秤は京都の神氏が支配することとなった。
秤座は定制の秤を販売するほかに、従来の古秤の検定権も保持していた。検定を通過しないものは没収され、善良なものは守隨の印を押捺してこれを保証した。この際に秤座は印賃として1挺ごとに金1分を徴収することを許可されたが、のちに古秤の検定は廃止されて古秤の隠匿や偽秤も禁じられた。人々は秤座製作の新秤を使用しなければならず、また秤の破損した時も補修することは許されず、必ず秤座に依頼して修繕しなかればならないと定められた。このため秤座と守隨氏の利益は莫大なものになった。
秤座は全国の秤業を管理するために、各地を巡回して秤の検査をする必要があったため、天領においても守随の勢力が及んだ。しかし諸侯の領地では検定は容易に行なうことができないため、江戸幕府は秤座役人に伝馬徴発の特権を与えるなどその秤座の保護に努めた。
のちに秤座は各地方に秤座出張役所または秤座役所を常設した。また人員を配置できない場所では地元住人に秤座役人の資格を与えた。秤座は地方の領主に冥加金を納入することによってこれらの役所を維持させた。そのため守隨秤は全国に普及し、日本全国の秤の統一が達成された。明治維新後の明治8年8月度量衡取締条例が発布され、明治9年2月に秤座は廃止された。
明治以降、守隨氏は秤の製造販売業を営み、現在も産業用計量機器メーカーの守隨本店として続いている。

## 史跡
1995年（平成3年）4月1日に「郵便発祥の地」（所在地は東京都中央区日本橋3-7-20ディックビル）が中央区の史跡に指定された。